# Parastrangalis eucera
Parastrangalis eucera là một loài bọ cánh cứng trong họ Cerambycidae.